# 후쓰카이치 보양소

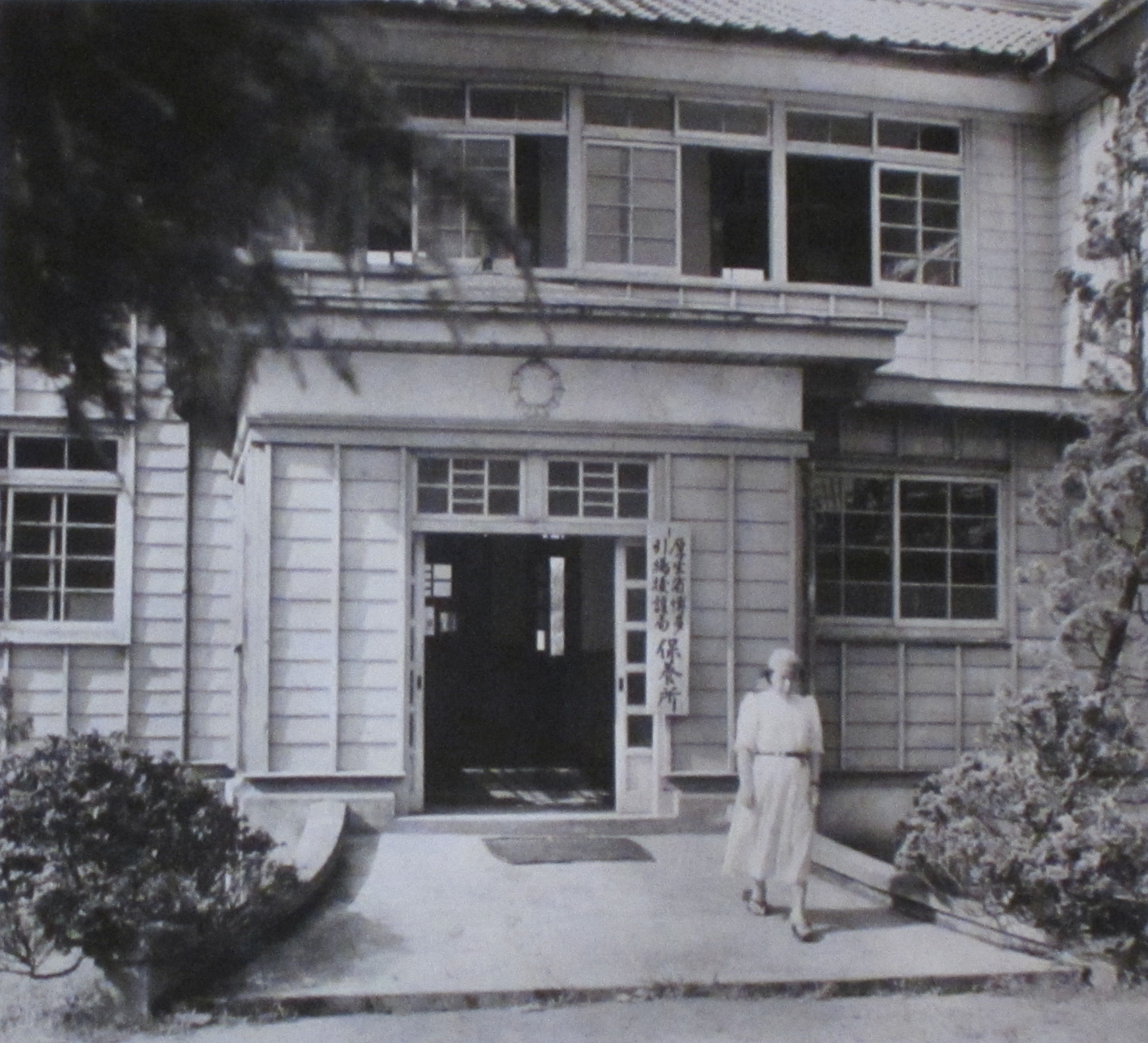

후쓰카이치 보양소(일본어: 二日市保養所)는 일본 후쿠오카현 지쿠시 군 후쓰카이치 정 (현 지쿠시노시)에 있던 후생성 인양원호청의 의료 시설이다. 강간 피해를 당한 일본인 여성 (히키아게샤)에 대한 낙태 수술이나 성병의 치료를 실시했다. 당시 낙태는 불법 행위였지만, 후생성은 초법규적 조치로서 묵인하였다.

## 같이 보기
- 요코 이야기